# Apeadeiro de Alto do Padrão
O Apeadeiro de Alto do Padrão foi uma gare ferroviária da Linha do Leste, que servia a localidade de Padrão, no Distrito de Portalegre, em Portugal.

## História
O projecto do caminho de ferro entre Lisboa e a fronteira com Espanha, elaborado por Thomaz Rumball, fazia a linha passar pelo local do Alto do Padrão, onde a via férrea iria atingir a sua máxima altitude naquela zona, descendo depois na direcção de Ponte de Sor. O Alto do Padrão era um local de passagem pela cumeada, sendo utilizado pela via férrea depois de abandonar o vale do Rio Torto, vindo de Abrantes. A cota no Alto do Padrão, ao PK 156,200, era de 195,302 m acima do nível médio.
Durante a construção da linha, uma das obras que se tornaram mais notáveis pela sua elevada cota de trabalho foi a trincheira do Alto do Padrão.
Esta interface situa-se no troço entre Abrantes e Crato da Linha do Leste, que foi aberto pela Companhia Real dos Caminhos de Ferro Portugueses no dia 6 de Março de 1866.